# Andropogon pusillus
Andropogon pusillus är en gräsart som beskrevs av Joseph Dalton Hooker. Andropogon pusillus ingår i släktet Andropogon och familjen gräs. Inga underarter finns listade i Catalogue of Life.